# DR-DOS

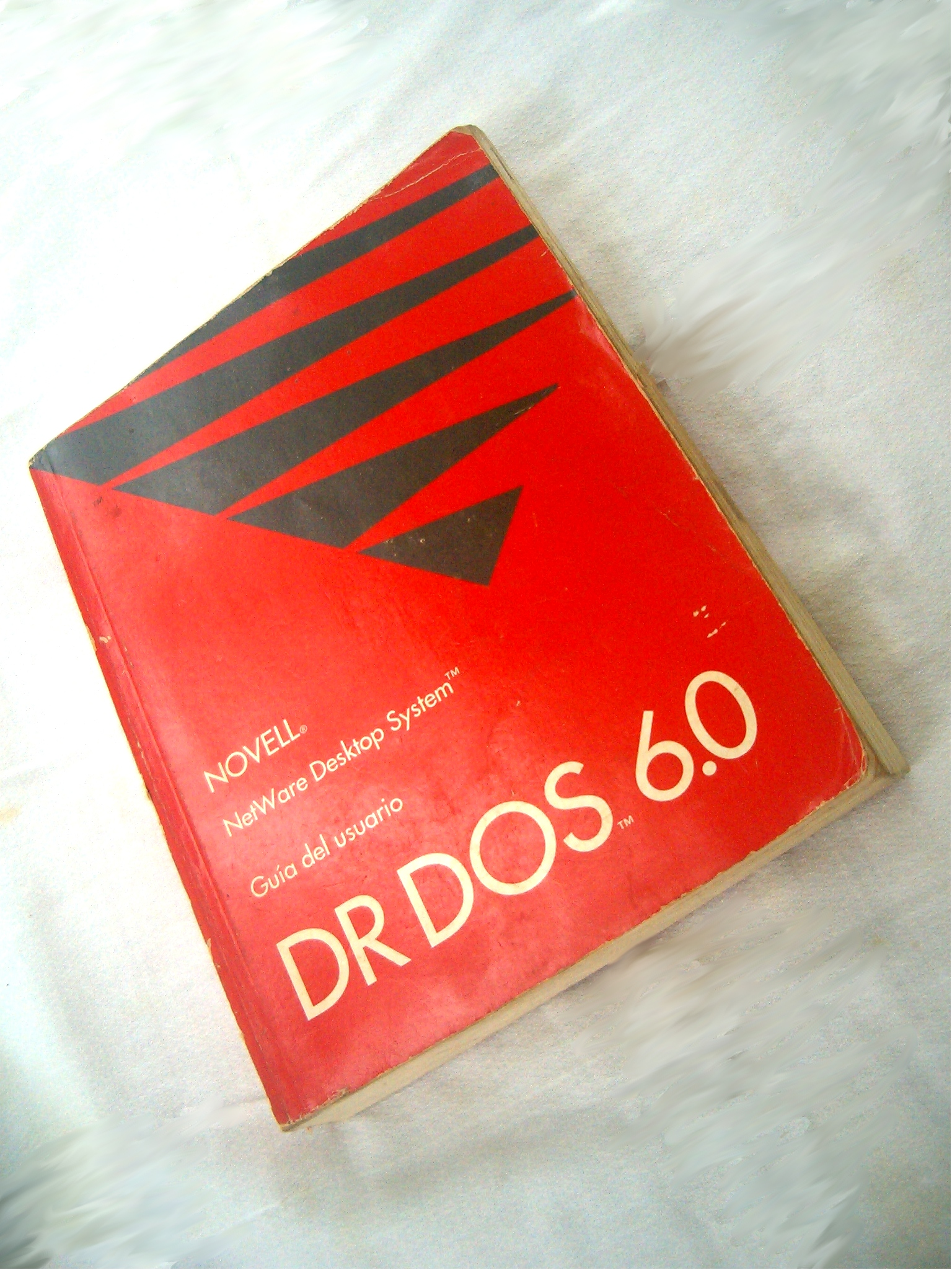
Manual del DR-DOS 6.0

El DR-DOS es un sistema operativo compatible con el MS-DOS para computadoras personales compatibles con el IBM PC. Fue desarrollado originalmente por Digital Research de Gary Kildall y derivado del Concurrent PC DOS 6.0, el cual a su vez era un sucesor avanzado del CP/M-86. Debido a que cambió varias veces de dueño, se produjeron varias versiones posteriores como Novell DOS, Caldera OpenDOS, etc.

## Historia

### Orígenes en CP/M
El original CP/M de Digital Research para sistemas de 8 bits basados en los procesadores Intel 8080 y Z-80 engendró varias versiones derivadas, la más notable CP/M-86 para la familia de procesadores Intel 8086/8088. Aunque CP/M había dominado el mercado, en 1981 la IBM PC produjo un cambio masivo.
IBM se acercó originalmente a Digital Research, buscando una versión x86 de CP/M. Sin embargo, por desacuerdos por el contrato IBM desechó el trato y firmó con Microsoft, que compró a Seattle Computer Products su sistema operativo 86-DOS para convertirlo en MS-DOS y IBM PC DOS. La estructura de las instrucciones y el API de 86-DOS imitaban a CP/M así que Digital Research demandó. IBM acordó vender CP/M-86 a la vez que PC DOS. Sin embargo, mientras vendía PC DOS en $40 dólares, CP/M-86 lo vendía en $240.
Digital Research trató de promover CP/M-86 y su sucesor multitareas multiusuario Concurrent CP/M-86 pero finalmente dieron la batalla por perdida y modificaron Concurrent CP/M-86 para que permitiera correr las mismas aplicaciones que MS-DOS y PC DOS.
Inicialmente Digital Research desarrolló DOS Plus como una versión recortada y monousuario de Concurrent DOS pero resultó tener mal desempeño. Digital Research hizo un segundo intento esta vez creando un sistema nativo. El nuevo sistema operativo fue lanzado en 1988 como DR DOS.

### El primer DR-DOS

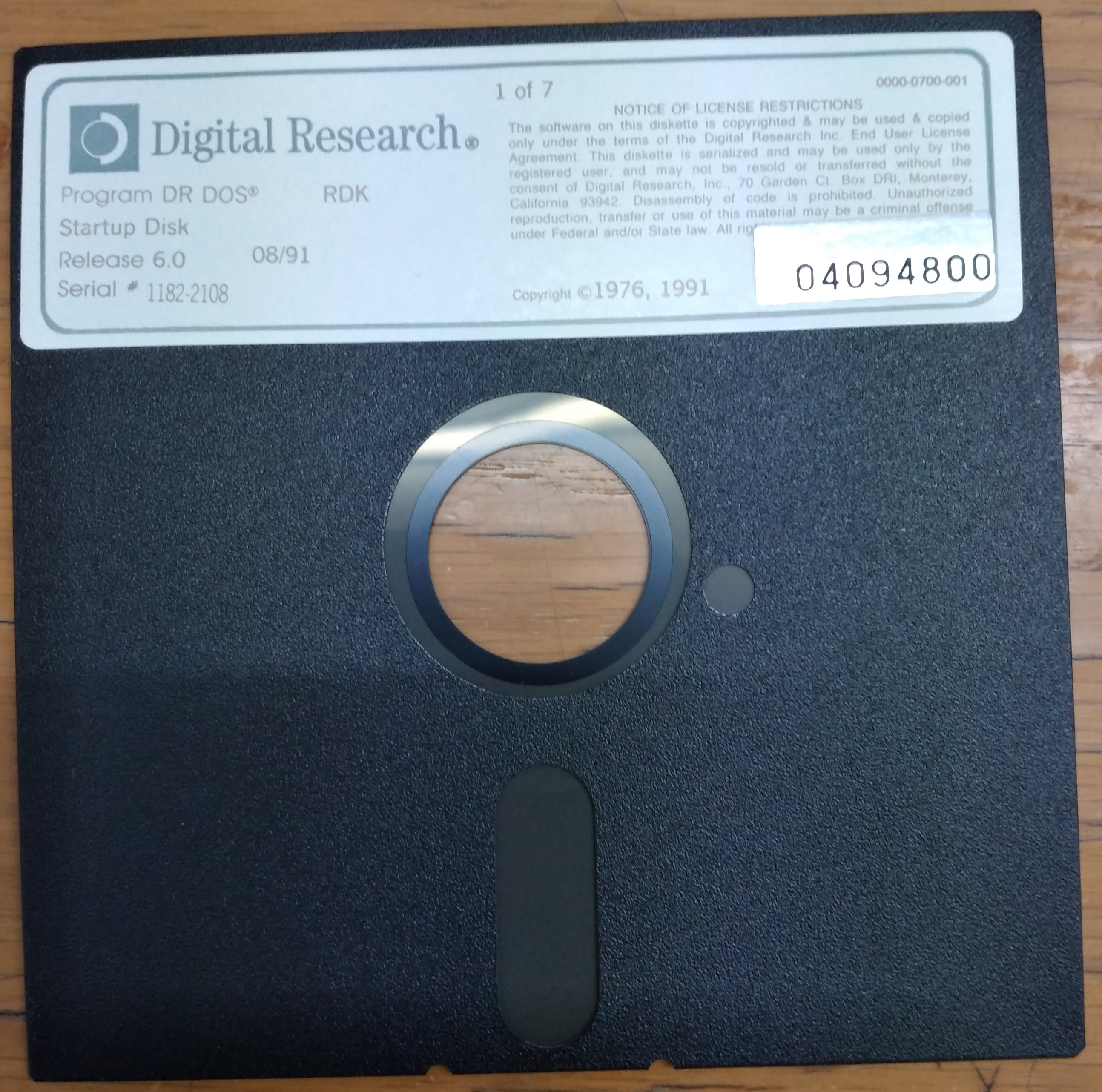
DR-DOS 6.0 Digital Research

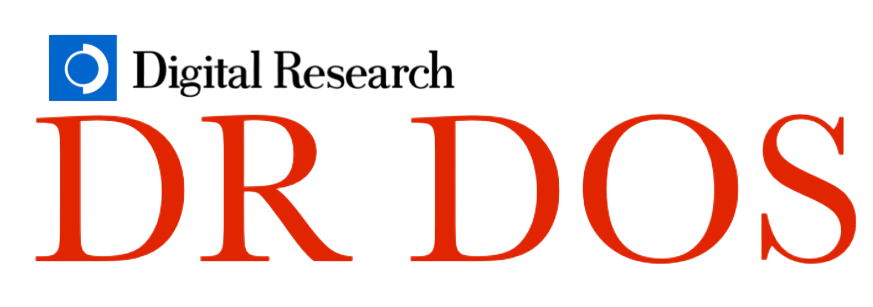
Marca denominativa DR DOS

Puesto que Digital Research no podía competir con el predominio de MS-DOS, decidió modificar su sistema operativo para que fuera compatible con el de Microsoft, y así, en 1988, nació DR DOS 3.31, compatible con Compaq MS-DOS 3.31. En aquel momento, MS-DOS solo se vendía preinstalado, y DR-DOS trató de competir por dos frentes: por un lado, salió a la venta en tiendas; por otro, ofreció a los fabricantes licencias más baratas.

### La versión más relevante
La versión más importante de DR DOS fue la versión 5.0, en 1990. Lanzada para competir con el MS-DOS 4.x, incluía un administrador de archivos gráfico (ViewMAX), y la capacidad de cargar el sistema en memoria alta en ordenadores con procesador 286 y cargar los dispositivos en bloques UMB, algo muy útil para los usuarios que cada vez tenían que manejar más hardware pero seguían limitados a 640 KB de memoria convencional, que a veces quedaban limitadas a 400 KB tras instalar los controladores. Estas características solo eran ofrecidas, hasta aquel momento, por aplicaciones como QEMM, y no por sistemas operativos.

### La competencia con Microsoft
El mismo mes en que apareció DR-DOS 5.0, se anunció la aparición de MS-DOS 5.0, que al final se retrasaría hasta el año siguiente. El sistema de Microsoft presentaba las mismas capacidades de manejo de memoria que DR-DOS 5.0, pero la sintaxis de sus comandos no era totalmente compatible (por ejemplo, DR-DOS usaba XDEL para lo que en MS-DOS 5 sería DELTREE y en Windows NT es DEL /S).
Digital Research respondió con DR-DOS 6.0 en 1991. Sus principales características eran el compresor de disco SuperStor (en aquella época eran habituales los discos duros de 40 MB) y la capacidad multitarea proporcionada por TaskMax. Si bien inferior a aplicaciones como DesqView, el introducir multitarea suponía una importante mejora respecto de MS-DOS.
Como respuesta, Microsoft incluiría utilidades de terceros, tales como un compresor de archivos (DoubleSpace, luego llamado DriveSpace por problemas legales), en su MS-DOS 6.0.

### El declive
Digital Research fue comprada por Novell en su estrategia de competir con Microsoft. Como resultado de ello, apareció Novell DOS 7.0, cuya principal ventaja sobre MS-DOS era ofrecer una versión personal del sistema de red Novell, sistema que comenzaba a perder popularidad a causa de la aparición de Windows para Trabajo en Grupo. Finalmente, DR-DOS fue vendido a Caldera en 1996. Posiblemente el principal interés de Caldera en el producto era una antigua demanda contra Microsoft por competencia desleal, ya que aunque el producto era altamente compatible a nivel binario con MS-DOS, Microsoft se esforzó en introducir código en Windows específicamente para hacerlo incompatible con DR-DOS.
El DR-DOS 7.01 de Caldera fue distribuido como freeware para uso no comercial, incluyendo el código fuente, con el nombre de OpenDOS, pero en la versión 7.02 se volvió a un modelo completamente cerrado.
En 2002, la división de Caldera dedicada a DR-DOS (Caldera Thinclients, luego Lineo), tras sacar la versión 7.03 en 1999, decidió centrarse en Linux y vendió DR-DOS a la empresa DeviceLogics, que en 2004 produjo DR-DOS 8.0. Los DR-DOS de Lineo y DeviceLogics se han licenciado habitualmente para su uso en sistemas integrados o para utilidades que necesitan usar un disco de arranque (por ejemplo, las utilidades de disco de Seagate).
Mientras tanto, el proyecto DR-DOS enhancement ha tratado de crear un sistema operativo a partir de la fuente abierta del DR-DOS 7.01.